# Diocèse de Ouahigouya
Le diocèse de Ouahigouya (en Latin: Dioecesis Uahiguyaensis) est un diocèse catholique du Burkina Faso,suffragant de l'archidiocèse de Ouagadougou. Son évêque est Justin Kientega.

## Territoire
Le diocèse est situé au nord du Burkina Faso.
Le siège de l'évêque est de la ville de Ouahigouya, où se trouve la cathédrale Christ-Roi de l'Univers de Ouahigouya.
Le territoire est divisé en 12 paroisses.

## Histoire
Le diocèse est érigé le 23 juin 1958 avec la bulle Sollemne nobis du pape Pie XII, à partir de territoire du diocèse de Koudougou.
Le 20 novembre 2004, il cède une partie de son territoire au profit de l'érection du diocèse de Dori.

## Chronologie des évêques
- Louis-Marie-Joseph Durrieu, M. Afr. (4 juillet 1958 - 31 mai 1965)
- Denis Martin Tapsoba, M. Afr. (15 mars 1966 - 8 novembre 1984)
- Marius Ouédraogo, M. Afr. (8 novembre 1984 - 15 juillet 1995)
- Philippe Nakellentuba Ouédraogo (5 juillet 1996 - 13 mai 2009), nommé archevêque de Ouagadougou
- Justin Kientega, à partir du 2 février 2010

## Statistiques
| Année | Baptisés | Population totale | %   | Prêtres | Prêtres séculiers | Prêtres réguliers | Catholiques par prêtre | Diacres | Religieux | Religieuses | Paroisses |
| ----- | -------- | ----------------- | --- | ------- | ----------------- | ----------------- | ---------------------- | ------- | --------- | ----------- | --------- |
| 1970  | 14 017   | 746 539           | 1,9 | 53      | 29                | 24                | 264                    |         | 33        | 26          | 8         |
| 1980  | 23 500   | 843 000           | 2,8 | 25      | 6                 | 19                | 940                    |         | 25        | 40          | 8         |
| 1990  | 40 035   | 1 073 350         | 3,7 | 29      | 14                | 15                | 1 380                  |         | 19        | 51          | 9         |
| 1999  | 88 122   | 1 216 904         | 7,2 | 28      | 21                | 7                 | 3 147                  |         | 11        | 75          | 9         |
| 2000  | 89 872   | 1 248 904         | 7,2 | 35      | 29                | 6                 | 2 567                  |         | 10        | 74          | 9         |
| 2001  | 93 263   | 1 250 000         | 7,5 | 36      | 27                | 9                 | 2 590                  |         | 13        | 59          | 10        |
| 2002  | 95 160   | 1 255 000         | 7,6 | 39      | 31                | 8                 | 2 440                  |         | 15        | 76          | 10        |
| 2003  | 96 934   | 1 255 000         | 7,7 | 46      | 38                | 8                 | 2 107                  |         | 15        | 77          | 10        |
| 2004  | 99 186   | 1 255 000         | 7,9 | 39      | 32                | 7                 | 2 543                  |         | 14        | 78          | 10        |
| 2013  | 108 400  | 1 275 493         | 8,5 | 58      | 56                | 2                 | 1 868                  |         | 17        | 102         | 12        |
| 2016  | 119 029  | 1 404 166         | 8,5 | 53      | 51                | 2                 | 2 245                  |         | 12        | 105         | 12        |
| 2019  | 130 938  | 1 524 160         | 8,6 | 56      | 55                | 1                 | 2 338                  |         | 13        | 118         | 12        |
| 2021  | 146 046  | 1 615 410         | 9,0 | 61      | 60                | 1                 | 2 394                  |         | 13        | 118         | 14        |

## Paroisses
le diocèse est divisé en 12 paroisses :
- Notre Dame du Lac de Bam, fondée en 1923
- Notre Dame de la délivrance de Ouahigouya, fondée en 1945
- Notre Dame de l'Immaculée Conception de Tikaré, 1953
- Notre Dame de Toute Joie de Titao, 1966
- Saint-Pierre et Saint-Paul de Ségunégua, 1968
- Saint Thérèse de l'Enfant Jésus de Kongoussi, 1981
- Bienheureux Charles de Foucauld de Sabcé, 2007
- Saint Jean Apôtre de Thiou, 2007
- Sainte Bernadette Soubirous de Boussou, 2008.

## Sources
- Annuaire pontifical de 2014 et antérieur, sur catholic-hierarchy
- (en) Onglet du diocèse sur www.gcatholic.org
- (la) Bulle Sollemne nobis, dans AAS, 51 (1959), p.  30